# قالی قازاخ

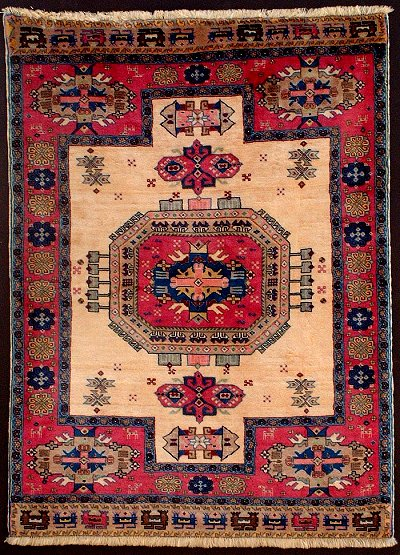
گونه‌ای از قالی قازاخ

قالی قازاخ گونه‌ای از قالی آذربایجانی در شهرستان قازاخ که توسط روستاییان ساکن غرب جمهوری آذربایجان و در تعدادی از شهرها و روستاهای شمال ارمنستان و بخش جنوبی مجاور گرجستان بافته می‌شود. پیشینه بافندگان این فرش ترک‌های آذربایجانی و نیز ارمنیان و گرجی‌ها در تولید این فرش و قالی نقش داشته‌اند.